# Tjernsrud Station
Tjernsrud Station (Tjernsrud stasjon) var en metrostation på Kolsåsbanen på T-banen i Oslo. Stationen lå mellem Jarveien og Bærumsveien med udsigt til Tjernsrudtjernet i Jar.
Stationen blev lukket 1. juli 2006, da Kolsåsbanen skulle opgraderes til metrostandard. Efterfølgende blev den dog betjent igen af sporvogne på Lilleakerbanen, der fortsatte fra deres hidtidige endestation Jar til Bekkestua. 15. august 2011 blev stationen erstattet permanent af den nye Ringstabekk Station, der også erstattede den gamle Ringstabekk Station med en beliggenhed mellem de to gamle stationer.